# Mike Moore
Michael Kenneth „Mike” Moore (ur. 28 stycznia 1949 w Whakatane, zm. 2 lutego 2020 w Auckland) – nowozelandzki polityk i dyplomata. W 1990 przez dwa miesiące pełnił urząd premiera Nowej Zelandii, zaś w latach 1999–2002 był dyrektorem generalnym Światowej Organizacji Handlu (WTO). Był najmłodszą osobą w historii Nowej Zelandii wybraną do jej parlamentu.

## Życiorys
Uzyskał średnie wykształcenie, po czym pracował jako robotnik i drukarz. Zaangażował się ruch związkowy, a następnie został jednym z liderów młodzieżówki Partii Pracy. W 1972 został wybrany do Izby Reprezentantów. Miał wówczas 23 lata, co do dzisiaj stanowi niepobity rekord młodości deputowanego. W 1984 wszedł w skład gabinetu Davida Lange'a, początkowo odpowiadając za sprawy turystyki, sportu i handlu zagranicznego. W 1988 został wiceministrem finansów.
W 1990, na dwa miesiące przed wyborami, mające kiepskie notowania Partia Pracy postanowiła zastąpić premiera Geoffreya Palmera bardziej medialnym Moore'em. Manewr ten nie zdołał jednak zapobiec klęsce i w listopadzie 1990 – po utracie władzy – został liderem opozycji. Rozstał się z tym stanowiskiem po kolejnych nieudanych wyborach w 1993. Przywódczynią labourzystów została wtedy Helen Clark, ale Moore jeszcze przez sześć lat pozostawał prominentnym parlamentarzystą, pełniąc funkcję rzecznika partii ds. polityki zagranicznej.
W 1999 został dyrektorem generalnym WTO. Jego głównym rywalem podczas ubiegania się o to stanowisko był tajlandzki dyplomata Supachai Panitchpakdi. Ostatecznie obaj panowie zawarli umowę, na mocy której podzielili się sześcioletnią kadencją – przez pierwszą jej połowę dyrektorem był Moore, a w 2002 funkcję przejął Panitchpakdi.
Po odejściu z WTO zajął się głównie pisaniem – jego felietony ukazywały się regularnie w gazetach w pięciu państwach, wydał też dziewięć książek. Jest posiadaczem wysokich odznaczeń wielu państw – przede wszystkim afrykańskich, ale również m.in. Orderu Nowej Zelandii czy chorwackim Orderem Księcia Branimira (2002).